# Депеша
Депеша — пошта (мішок або декілька мішків з письмовою кореспонденцією, періодичними друкованими виданнями, поштою у великій кількості, дрібними пакетами, відправленнями з оголошеною цінністю, посилками i порожніми мішками (або група посилок, не запакованих у поштову тару)), що відправляються водночас з місця міжнародного поштового обміну однієї країни до відповідного зарубіжного місця міжнародного поштового обміну іншої країни згідно з Керівництвом з направлення міжнародної пошти за однією письмовою картою CN 31 чи CN 32 або посилковою картою CP 86 чи CP 87.